# Daniel Quigley
Daniel "Pinta" Quigley é um kickboxer irlandês, vencedor do título ISKA World Heavyweight, após derrotar o francês Pacome Assi em 5 de março de 2011.